# Шао-ди Хун (Хань)
Шао-ди (кит. упр. 少帝, пиньинь Shaodi, палл. Шаоди , личные имена Лю Шань (劉山), Лю И (劉义) и Лю Хун (劉弘)(? — 180 до н. э.) — четвёртый император династии Хань. В его правление делами управляла его бабушка, регентша Люй-хоу. Убит в ходе свержения рода Люй в 180 году до н. э.
О нём самом сохранилось очень мало информации, неизвестен даже год рождения. В 188 году до н. э. умер его отец, и на трон был возведён его брат Лю Гун. В 187 году до н. э. Лю Шань получил титул Сяньчэн-хоу (襄成侯). В 186 году до н. э. скончался его брат Лю Буи, носивший титул Хэншань-ван (恆山王), и Лю Шань унаследовал этот титул, а также сменил имя на Лю И (очевидно, чтобы имя и титул не имели общих иероглифов).
В 184 году до н. э. сидевший на престоле Лю Гун, узнав, что его настоящая мать была убита вдовствующей императрицей, неосторожно сказал вслух, что отомстит ей, когда вырастет. Люй-хоу, узнав об этом, отстранила его от власти под предлогом психического заболевания, после чего Лю Гун был убит, а на трон усадили Лю И.
В 180 году до н. э. Люй-хоу скончалась, однако император не получил реальной власти — делами по-прежнему заправлял клан Люй. Чиновники императорского двора организовали заговор и устроили резню клана Люй. После этого заговорщики, придя к выводу, что ни один из сыновей Хуэй-ди на самом деле не является его настоящим сыном, убили их; Лю Хун был смещён с престола и также казнён, а новым императором стал его дядя Лю Хэн.